# Меметика
Меметиката изследва еволюционни модели за предаване на информация и развитието на човешката култура.
Основава се на теорията за еволюцията и дарвиновия подход в широкия смисъл на думата, както и на концепцията за мемите, с помощта на които разглежда съвкупността от човешки културни феномени разпространени чрез имитация, обучение и др.

## Същност на меметиката
Генетиката използва понятието ген при изучаване на природата, а меметиката – понятието мем за изучаване на феномените на човешката култура. Тя анализира функционирането на кодовете и информационните модели, наричани меми в тяхната физико-химични и социално-културна среда: в обществото и хората, при животните и машините (и всякакъв носител на памет). Отделният мем може се разглежда като елемент на културата, предаван по извънгенетичен път, чрез имитация.
Меметиката е интердисциплинарна наука, която изучава развитието на културните явления във времето и социо-физическата среда и се основава на познания от различни области на науката за човека и обществото:
- психологията, ергономия, когнитивна психология и философия
- социология, икономика, история, география, антропология, археология, политология, наука за религиите.

Неин научен обект са както различните аспекти на функционирането на невроните, психиката и образуването и използването на символи, така и практическите им страни и е една от хуманитарните науки за обществото, като неин централен и основен предмет все пак не е човекът.
Меметика използва също като методология математиката и математически модели за обяснение например на явления като религията и политическите системи.

## Някои нерешени проблеми на меметиката
- Как може да бъде действително измерен мемът като единица за културното развитие?
- Измерването предполага някаква скала от конкретни мерни единици, за да има смисъл използването му и съответната единица.

- Измерването предполага обозначаване на повторяемостта и възпроизводството на меми в историята и в съвременността.
- Измерване предполага възможност за предсказване на възпроизводството и промяната на мемите

- Доколко са различни еволюцията на биологията и културата?
- Какво е взаимовръзката и взаимодействието между подхода на меметиката и най-новите разработки в областта на компютърните науки, включително компютърната социология?
- Защо, след като меметиката разглежда развитието на културата, както и много други културни елементи, предавани чрез езика, меметиката пренебрегва историята на еволюцията на човешкия език и лингвистиката?
- Може ли меметиката да отговоря на изискването в класическата наука за валидността и верността на научните изследвания (достоверност и недостоверност, смисленост и кохерентност, бръснача на Окам)?